# 2021 au cinéma
L'article 2021 au cinéma répertorie l'ensemble des événements marquants de l'année 2021, dans le domaine du cinéma.
| Années du cinéma : 2018 - 2019 - 2020 - 2021 - 2022 - 2023 - 2024    |
| Décennies du cinéma : 1990 - 2000 - 2010 - 2020 - 2030 - 2040 - 2050 |

## Événements
- 25 septembre : « Tudum », évènement en 3 heures par Netflix[1],[2]

## Festivals
- du 1er au 17 février : 4e Festival Films Courts de Dinan - événement en ligne[3] ;
- du 1er au 5 mars : 71e Berlinale ;
- du 2 au 10 juillet : 20e Festival international du film fantastique de Neuchâtel 2021
- du 6 au 17 juillet : 74e Festival de Cannes ;
- du 1er au 11 septembre : 78e Mostra de Venise ;
- du 9 au 17 octobre : 13e Festival Lumière à Lyon ;
- du 23 au 28 novembre :  29e festival du cinéma russe à Honfleur.

## Récompenses

### Oscars
93e cérémonie des Oscars le 25 avril 2021 à Los Angeles.

### Golden Globes
78e cérémonie des Golden Globes le 28 février 2021 à Los Angeles.

### César
46e cérémonie des César le 12 mars 2021 à Paris.

## Films sortis hors des salles
De nombreux films français et étrangers ne sortent pas en salles mais directement sur plateforme de SVOD, de VOD, ou en DVD.

### Films sortis sur Netflix
| Film                                     | Réalisation                             | Pays             |
| ---------------------------------------- | --------------------------------------- | ---------------- |
| '76                                      | Izu Ojukwu                              | Nigéria          |
| 7 Prisonniers                            | Alexandre Moratto                       | Brésil           |
| A Family                                 | Michihito Fujii                         | Japon            |
| À quel prix ?                            | Sara Colangelo                          | Etats-Unis       |
| Army of the Dead                         | Zack Snyder                             | Etats-Unis       |
| Le Bal des 41                            | David Pablos                            | Mexique          |
| La Bataille de l'Escaut                  | Matthijs van Heijningen Jr.             | Pays-Bas         |
| Beckett                                  | Ferdinando Cito Filomarino              | Etats-Unis       |
| C'était l'été dernier                    | Ozan Açiktan                            | Turquie          |
| Clair-obscur                             | Rebecca Hall                            | Etats-Unis       |
| Cobalt Blue                              | Sachin Kundalkar                        | Inde             |
| Concrete Cowboy                          | Ricky Staub                             | Etats-Unis       |
| Dans les angles morts                    | Shari Springer Berman et Robert Pulcini | Etats-Unis       |
| Des vies froissées                       | Can Ulkay                               | Turquie          |
| The Dig                                  | Simon Stone                             | Royaume-Uni      |
| The Disciple                             | Chaitanya Tamhane                       | Inde             |
| Don't Look Up : Déni cosmique            | Adam McKay                              | Etats-Unis       |
| Le Dragon-génie                          | Chris Applehans                         | Etats-Unis       |
| Fear Street, partie 1 : 1994             | Leigh Janiak                            | Etats-Unis       |
| Fear Street, partie 2 : 1978             | Leigh Janiak                            | Etats-Unis       |
| Fear Street, partie 3 : 1666             | Leigh Janiak                            | Etats-Unis       |
| La Femme à la fenêtre                    | Joe Wright                              | Etats-Unis       |
| Le Guide de la famille parfaite          | Ricardo Trogi                           | Québec           |
| The Harder They Fall                     | Jeymes Samuel                           | Etats-Unis       |
| L'Homme de l'eau                         | David Oyelowo                           | Etats-Unis       |
| Homunculus                               | Takashi Shimizu                         | Japon            |
| I Care a Lot                             | J Blakeson                              | Etats-Unis       |
| Je suis Karl                             | Christian Schwochow                     | Allemagne        |
| Je suis toutes les filles                | Donovan Marsh                           | Afrique du Sud   |
| Kenshin : Le Commencement                | Keishi Ōtomo                            | Japon            |
| Kenshin : L'Achèvement                   | Keishi Ōtomo                            | Japon            |
| Krasue                                   | Sitisiri Mongkolsiri                    | Thailande        |
| Les Lois de la frontière                 | Daniel Monzón                           | Espagne          |
| The Lost Daughter                        | Maggie Gyllenhaal                       | Etats-Unis       |
| Madame Claude                            | Sylvie Verheyde                         | France           |
| La Main de Dieu                          | Paolo Sorrentino                        | Italie           |
| Malcolm et Marie                         | Sam Levinson                            | Etats-Unis       |
| Le Mauvais camp                          | Cecilia Verheyden                       | Pays-Bas         |
| Meurtrie                                 | Halle Berry                             | Etats-Unis       |
| Milestone                                | Ivan Ayr                                | Inde             |
| Les Mitchell contre les machines         | Mike Rianda                             | Etats-Unis       |
| Mobile Suit Gundam : L'éclat de Hathaway | Shukō Murase                            | Japon            |
| Monster                                  | Anthony Mandler                         | Etats-Unis       |
| Moxie                                    | Amy Poehler                             | Etats-Unis       |
| My Amanda                                | Alessandra De Rossi                     | Philippines      |
| Night in Paradise                        | Park Hoon-jeong                         | Corée du Sud     |
| Nos mots comme des bulles                | Kyōhei Ishiguro                         | Japon            |
| Notre histoire policière                 | Alonso Ruizpalacios                     | Mexique          |
| Notre maison hantée                      | Daniel Prochaska                        | Autriche         |
| The Old Ways                             | Christopher Alender                     | Etats-Unis       |
| Opération Hyacinthe                      | Piotr Domalewski                        | Pologne          |
| Oxygène                                  | Alexandre Aja                           | France           |
| Par la voix des airs                     | Sung Do-Joon                            | Corée du Sud     |
| Penguin Bloom                            | Glendyn Ivin                            | Australie        |
| The Power of the Dog                     | Jane Campion                            | Nouvelle Zélande |
| Prime Time                               | Jakub Piątek                            | Pologne          |
| Le Secret des lucioles                   | Andaç Haznedaroğlu                      | Turquie          |
| Skater Girl                              | Manjari Makijany                        | Inde             |
| Space Sweepers                           | Jo Sung-hee                             | Corée du Sud     |
| Tick, Tick... Boom!                      | Lin-Manuel Miranda                      | Etats-Unis       |
| Le Tigre blanc                           | Ramin Bahrani                           | Inde             |
| Toi, lui, elle et nous                   | Florian Gottschick                      | Allemagne        |
| Vivo                                     | Kirk DeMicco                            | Etats-Unis       |
| We Couldn't Become Adults                | Yoshihito Mori                          | Japon            |
| The Yinyang Master                       | Li Weiran                               | Chine            |

### Films sortis sur UniversCiné
| Film                          | Réalisation                        | Pays             |
| ----------------------------- | ---------------------------------- | ---------------- |
| Balade Meurtrière             | James Ashcroft                     | Nouvelle-Zélande |
| Boogie                        | Eddie Huang                        | Etats-Unis       |
| Boy Meets Boy                 | Daniel Sánchez López               | Allemagne        |
| Breaking Fast                 | Mike Mosallam                      | Etats-Unis       |
| La Brigade des 800            | Guan Hu                            | Chine            |
| Broadcast Signal Intrusion    | Jacob Gentry                       | Etats-Unis       |
| Censor                        | Prano Bailey-Bond                  | Royaume-Uni      |
| Cousins                       | Mauro Carvalho et Thiago Cazado    | Brésil           |
| Cross the Line                | David Victori                      | Espagne          |
| Les Évadés de Santiago        | David Albala                       | Chili            |
| The Exception                 | Jesper W. Nielsen                  | Danemark         |
| Four Good Days                | Rodrigo García                     | Etats-Unis       |
| Hasta el cielo                | Daniel Calparsoro                  | Espagne          |
| Joe Bell                      | Reinaldo Marcus Green              | Etats-Unis       |
| Journal d'un adolescent       | Lucas Santa Ana                    | Argentine        |
| Mainstream                    | Gia Coppola                        | Etats-Unis       |
| Le Monde de John              | Pascual Sisto                      | Etats-Unis       |
| Nevrland                      | Gregor Schmidinger                 | Autriche         |
| Nulle part ailleurs           | David Salazar et Francisco Salazar | Colombie         |
| Old Henry                     | Potsy Ponciroli                    | Etats-Unis       |
| Le Prince                     | Sebastián Muñoz                    | Chili            |
| Reste avec moi                | André Erkau                        | Allemagne        |
| Saint-Narcisse                | Bruce LaBruce                      | Canada           |
| Little Fish                   | Chad Hartigan                      | Etats-Unis       |
| Sleep                         | Michael Venus                      | Allemagne        |
| Sweetie, you won't believe it | Yernar Nurgaliyev                  | Kazakhstan       |
| Tomber pour Ali               | Romas Zabarauskas                  | Lituanie         |
| Tu me manques                 | Rodrigo Bellott                    | Bolivie          |
| Tu peux embrasser le marié    | Alessandro Genovesi                | Italie           |
| Watch List                    | Ben Rekhi                          | Philippines      |
| Wildland                      | Jeanette Nordahl                   | Danemark         |
| Wolf                          | Nathalie Biancheri                 | Royaume-Uni      |
| The World to Come             | Mona Fastvold                      | Etats-Unis       |
| Zack Snyder's Justice League  | Zack Snyder                        | Etats-Unis       |

### Films sortis sur Amazon Prime Video
| Film                              | Réalisation          | Pays        |
| --------------------------------- | -------------------- | ----------- |
| À Cœurs perdus                    | Markku Pölönen       | Finlande    |
| Le Bal des folles                 | Mélanie Laurent      | France      |
| Chaos Walking                     | Doug Liman           | Etats-Unis  |
| Le Courrier de Varsovie           | Władysław Pasikowski | Pologne     |
| Ellie et Abbie                    | Monica Zanetti       | Australie   |
| The Education of Fredrick Fitzell | Christopher MacBride | Canada      |
| The Green Knight                  | David Lowery         | Irlande     |
| Historias lamentables             | Javier Fesser        | Espagne     |
| Being the Ricardos                | Aaron Sorkin         | Etats-Unis  |
| Invasion                          | Michael Pearce       | Royaume-Uni |
| Sans aucun remords                | Stefano Sollima      | Etats-Unis  |
| Spencer                           | Pablo Larraín        | Royaume-Uni |
| The Tomorrow War                  | Chris McKay          | Etats-Unis  |
| Tout le monde parle de Jamie      | Jonathan Butterell   | Royaume-Uni |
| The Voyeurs                       | Michael Mohan        | Etats-Unis  |

### Films sortis sur d'autres plateformes ou en VOD
| Film                            | Réalisation                      | Pays         | Sortie    |
| ------------------------------- | -------------------------------- | ------------ | --------- |
| A Fish Swimming Upside Down     | Eliza Petkova                    | Allemagne    | Arte      |
| Air Conditioner                 | Fradique                         | Angola       | MUBI      |
| Atlantis                        | Valentyn Vasyanovych             | Ukraine      | MUBI      |
| Blanc sur blanc                 | Théo Court                       | Espagne      | Filmo     |
| Canicule                        | Robert Connolly                  | Australie    | Canal+    |
| Cherry                          | Anthony et Joe Russo             | Etats-Unis   | Apple TV+ |
| Coda                            | Sian Heder                       | Etats-Unis   | Apple TV+ |
| La Colonie                      | Tim Fehlbaum                     | Allemagne    | DVD       |
| Camarade Dracula                | Márk Bodzsár                     | Hongrie      | Ciné+     |
| Dans les yeux de Tammy Faye     | Michael Showalter                | Etats-Unis   | Disney+   |
| Deliver Us from Evil            | Hong Won-chan                    | Corée du Sud | Canal+    |
| La Dernière Lettre de son amant | Augustine Frizzell               | Royaume-Uni  | Canal+    |
| The Division                    | Vicente Amorim                   | Brésil       | OCS       |
| Dune Dreams                     | Samuel Doux                      | France       | OCS       |
| L'Enfer sous Terre              | J. P. Watts                      | Royaume-Uni  | DVD       |
| Fils de plouc                   | Harpo Guit et Lenny Guit         | Belgique     | OCS       |
| L'Homme du labyrinthe           | Donato Carrisi                   | Italie       | Filmo     |
| The Humans                      | Stephen Karam                    | Etats-Unis   | MUBI      |
| L'Immortel                      | Marco D'Amore                    | Italie       | Canal+    |
| Judas and the Black Messiah     | Shaka King                       | Etats-Unis   | Canal+    |
| Les Liens qui nous unissent     | Daniele Luchetti                 | Italie       | DVD       |
| Lansky                          | Eytan Rockaway                   | Etats-Unis   | DVD       |
| La Ligne de feu                 | Vadim Chmeliov                   | Russie       | DVD       |
| Luca                            | Enrico Casarosa                  | Etats-Unis   | Disney+   |
| Macbeth                         | Joel et Ethan Coen               | Etats-Unis   | Apple TV+ |
| Madame Nobel                    | Urs Egger                        | Autriche     | DVD       |
| Malasaña 32                     | Albert Pintó                     | Espagne      | Canal+    |
| Le Mariage de Rosa              | Icíar Bollaín                    | Espagne      | Filmo     |
| Mon année à New York            | Philippe Falardeau               | Royaume-Uni  | DVD       |
| No Sudden Move                  | Steven Soderbergh                | Etats-Unis   | Canal+    |
| Palmer                          | Fisher Stevens                   | Etats-Unis   | Apple TV+ |
| The Pool                        | Ping Lumpraploeng                | Thailande    | Canal+    |
| Raya et le Dernier Dragon       | Don Hall et Carlos López Estrada | Etats-Unis   | Disney+   |
| Riders of Justice               | Anders Thomas Jensen             | Danemark     | DVD       |
| Les Saveurs du succès           | Christoffer Boe                  | Danemark     | Filmo     |
| Shiva Baby                      | Emma Seligman                    | Etats-Unis   | MUBI      |
| Silverland : La Cité de glace   | Mikhaïl Lokchine                 | Russie       | DVD       |
| Swan Song                       | Benjamin Cleary                  | Etats-Unis   | Apple TV+ |
| The Swordsman                   | Choi Jae-hoon                    | Corée du Sud | DVD       |
| Tireur d'élite                  | Dzintars Dreibergs               | Lettonie     | DVD       |
| The Trip                        | Tommy Wirkola                    | Norvège      | DVD       |
| Une affaire de détails          | John Lee Hancock                 | Etats-Unis   | DVD       |

## Décès

### Premier trimestre
- 1er janvier : Jean Panisse, acteur français (° 17 mai 1928)
- 4 janvier : Tanya Roberts, actrice et productrice américaine (° 15 octobre 1949)
- 5 janvier : Marie Albe, actrice et journaliste française (° 29 mai 1924)
- 7 janvier :
  - Michael Apted, réalisateur et producteur anglais (° 10 février 1941)
  - Marion Ramsey, actrice et chanteuse américaine (° 10 mai 1947)
- 10 janvier : Julie Strain, actrice et mannequin américaine (° 18 février 1962)
- 11 janvier : Étienne Draber, acteur français (° 26 mars 1939)
- 14 janvier : Peter Mark Richman, acteur américain (° 16 avril 1927)
- 17 janvier : Jacques Bral, réalisateur, scénariste, producteur, monteur et artiste français (° 21 septembre 1948)
- 18 janvier :
  - Jean-Pierre Bacri, acteur, scénariste et dramaturge français (° 24 mai 1951)
  - Catherine Rich, actrice française (° 10 juin 1932)
- 20 janvier : Mira Furlan, actrice croate (° 7 septembre 1955)
- 21 janvier :
  - Nathalie Delon, actrice et réalisatrice française (° 1er août 1941)
  - Rémy Julienne, cascadeur et coordinateur des cascades français (° 17 avril 1930)
- 24 janvier : Gunnel Lindblom, actrice suédoise (° 19 décembre 1931)
- 27 janvier : Cloris Leachman, actrice américaine (° 30 avril 1926)
- 28 janvier : Cicely Tyson, actrice américaine (° 19 décembre 1924)
- 1er février : Dustin Diamond, acteur et réalisateur américain (° 7 janvier 1977)
- 3 février : Haya Harareet, actrice et réalisatrice israélienne (° 20 septembre 1931)
- 5 février : Christopher Plummer, acteur canadien (° 13 décembre 1929)
- 7 février :
  - Giuseppe Rotunno, directeur de la photographie italien (° 19 mars 1923)
  - Moufida Tlatli, scénariste, réalisatrice et monteuse tunisienne et ministre de la Culture (° 4 août 1947)
- 8 février : Jean-Claude Carrière, écrivain, scénariste, parolier, metteur en scène et acteur français (° 17 septembre 1931)
- 9 mars : Isela Vega, actrice, chanteuse et réalisatrice mexicaine (° 5 novembre 1939)
- 14 mars : Henry Darrow, acteur américain (° 15 septembre 1933)
- 15 mars : Yaphet Kotto, acteur américain (° 15 novembre 1939)
- 17 mars : Jacques Frantz, acteur français spécialisé aussi dans le doublage (° 4 avril 1947)
- 23 mars : George Segal, acteur américain (° 13 février 1934)
- 25 mars : Bertrand Tavernier, réalisateur, scénariste, producteur et écrivain français (° 25 avril 1941)
- 30 mars : 
  - Judith Siboni, actrice française (° 4 janvier 1975).
  - Gérard Filippelli, acteur, compositeur-interprète français (° 12 décembre 1942)

### Deuxième trimestre
- 16 avril : Helen McCrory, actrice britannique (° 17 août 1968)
- 24 avril : Yves Rénier, acteur, scénariste et réalisateur franco-suisse  (° 29 septembre 1942).
- 29 avril : Frank McRae, acteur américain (° 18 mars 1944).
- 18 mai : Charles Grodin, acteur américain (° 21 avril 1935).
- 29 mai : Gavin MacLeod, acteur américain (° 28 février 1931).
- 26 juin : Fernand Guiot, acteur franco-belge (° 7 août 1932)

### Troisième trimestre
- 5 juillet : Richard Donner, réalisateur et producteur de cinéma américain (º 24 avril 1930)
- 20 juillet : Françoise Arnoul, actrice française (º 9 juin 1931)
- 27 juillet : Jean-François Stévenin, acteur et réalisateur français (º 23 avril 1944)
- 6 septembre : Jean-Paul Belmondo, acteur français (º 9 avril 1933)

### Quatrième trimestre
- 3 octobre : Bernard Tapie, homme d'affaires, ancien député et acteur français (° 26 janvier 1943).
- 19 octobre : Bernard Tiphaine, acteur français spécialisé dans le doublage (° 29 juillet 1938).
- 15 novembre : Georges Claisse, acteur français spécialisé dans le doublage (° 11 janvier 1941).
- 13 décembre : Verónica Forqué, actrice espagnole (° 1er décembre 1955).
- 25 décembre : Jean-Marc Vallée, réalisateur canadien (° 9 mars 1963).
- 30 décembre : Sarah Marot, actrice française de doublage (° 8 janvier 1973).